# Applied Thermal Engineering
Applied Thermal Engineering ist eine in 18 Ausgaben jährlich erscheinende, begutachtete wissenschaftliche Fachzeitschrift, die heute von Elsevier herausgegeben wird. Chefredakteur ist Christos Markides. Die Zeitschrift wurde 1981 als Heat Recovery Systems gegründet und erschien in vier Ausgaben jährlich bei Pergamon Press. 1987 erfolgte eine Umbenennung in Heat Recovery Systems & CHP, 1996 erhielt sie ihren heutigen Titel und erschien fortan bei Elsevier, das Pergamon Press wenige Jahre zuvor übernommen hatte.
Der Impact Factor lag im Jahr 2020 bei 5,295, der fünfjährige Impact Factor bei 5,175. Damit lag das Journal bei dem Impact Factor auf Rang 41 von insgesamt 114 wissenschaftlichen Zeitschriften in der Kategorie „Energie und Treibstoffe“, auf Rang 14 von 133 Zeitschriften in der Kategorie „mechanisches Ingenieurwesen“, auf Rang 13 von 135 Zeitschriften in der Kategorie „Mechanik“ und auf Rang 6 von 60 Zeitschriften in der Kategorie „Thermodynamik“.